# Хасан III Аламутский
Джала́л ад-Ди́н Хаса́н III (1187 — 1221) — сын Нур ад-Дина Мухаммада II и 25 исмаилитский-низаритский имам. Правил с 1210 по 1221.

## Биография
Родился у 24-го имама и матери-суннитки. Хасан III утверждал, что принял суннизм, который был принят аббасидским халифом ан-Насиром и другими мусульманскими правителями, став известным как «нау-мусалман» (перс. بومسلمان‎, «новообращённый мусульманин»). Отрёкся от веры и политики, связанных с прежними правителями Аламута, и зашёл так далеко, что проклял своих предков и сжёг книги Хасана ибн Саббаха. Пригласил многих суннитских учёных и юристов со всего Хорасана, Казвина и Ирака посетить замок Аламут и даже предложил им осмотреть библиотеку и изъять все книги, которые они сочтут нежелательными. Также поручил этим учёным учить своих последователей, которым повелел соблюдать суннитский шариат. Однако его обращение было истолковано некоторыми как акт такии.
При жизни поддерживал дружеские отношения с аббасидским халифом ан-Насиром. Союз с халифом Багдада означал увеличение ресурсов для самообороны не только Низаритского-исмаилитского государства, но и всего мусульманского мира в целом. Также лично повёл свою армию на помощь Узбеку, правителю Ильдегизидов, против мятежника.
Хасан III умер в 1221 году, возможно, в результате отравления. Был женат на четырёх женщинах-суннитках из дочерей правителей Гиляна. Они вместе с некоторыми родственниками Хасана III, включая его сестру, были казнены визирем его сына по обвинению в отравлении Хасана III.
Его суннитская конформность постепенно обратилась вспять, и его община всё чаще открыто считала себя шиитами-исмаилитами во время имамата его единственного оставшегося в живых сына и преемника Ала ад-Дина Мухаммада III, который сменил его в возрасте 9 лет. Однако его сын при наследовании престола изначально был слишком молод, поэтому визирь Хасана III контролировал государство.